# Eupithecia tenera
Eupithecia tenera  là một loài bướm đêm trong họ Geometridae.